# Saroglossa
Genre
Synonymes
- Hartlaubius Bonaparte, 1853[2]

Saroglossa est un genre monotypique de passereaux de la famille des Sturnidés. Il se trouve à l'état naturel dans le Sud-Est de l’Asie.

## Liste des espèces
Selon la classification de référence du Congrès ornithologique international (version 8.1, 2018) :
- Saroglossa spilopterus (Vigors, 1831) — Choucador à ailes tachetées, Étourneau à ailes tachetées, Étourneau tacheté